# Јустин Филозоф
Јустин Филозоф или Јустин Мученик (грч. Ἰουστῖνος; Флавијев Неапољ, око 100 — Рим, око 165) био је ранохришћански филозоф, теолог и мученик. Био је антички образован, на садржајима платонизма и стоицизма.

## Живот
Рођен је око 105. године у Флавијевом Неапољу (Flavia Neapolis, раније Сихем, данас Наблус), у Самари, Палестина. Јустинов отац Приск имао је латинско име, а деда Бакхије грчко. Јустин је као младић дошао у Рим из Мале Азије да студира филозофију и да спозна крајњу истину.
У ранијој фази свог филозофског истраживања, Јустин се био „предао“ учитељу стоику, у нади да превазиђе „обично“ људско становиште. Стоици су обећавали да човек, ако проучава природу, може научити како да свој живот, сваки догађај, препреку или околност, стави у универзални контекст, чиме човеку омогућава приступ у божанску сферу. Јустин каже да га је обесхрабрило што је његов учитељ ретко говорио о божанској сфери и спречавао питања о том предмету. Зато је Јустин прешао другом учитељу, филозофу перипатетичару. После неколико дана, када је његов учитељ затражио плату за часове, Јустин је, згађен, прекинуо студије, закључивши да „тај човек уопште није филозоф“. Али, није се предавао. Отишао је учитељу питагорејцу, који се понудио да Јустина научи физичкој и менталној дисциплини која ће му душу ускладити са божанском сфером. Када је чуо да мора савладати астрономију, математику и музику пре него што почне да „схвата шта чини живот срећним“, Јустин је напустио и тог учитеља. Након силне потраге, Јустин је најзад поверовао да је нашао прави пут у учењу једног сјајног платоничара. Већ је, како каже, учинио велики корак ка просветљењу. Веровао је да ће ускоро моћи да уздигне свој дух и схвати божанско. Али, ускоро ће се десити нешто што ће променити његов живот.

## Преобраћење
Јустин је једног дана отишао са пријатељима у амфитеатар да посматра гладијаторске борбе, одржаване у част царских рођендана. Био је запрепашћен кад је усред арене угледао групу осуђеника које су водили дивљим зверима. Смирена храброст којој су ови људи чекали сурово јавно погубљење запањила га је, поготово кад је дознао да су то неписмени људи, хришћани, које је римски сенатор Такит назвао „класом људи омрзнутом због сујеверја“. Јустин је био дубоко потресен, јер је видео како скупина необразованих људи постиже врхунско достигнуће доступно филозофу. Ово достигнуће јесте, по мишљењу Платона и стоика Зенона, човекова способност да смирено прихвати смрт. Док је посматрао, Јустин је схватио да присуствује натприродном догађају, чуду; и да су ти људи на неки начин пронашли велики, непознати извор моћи. Као што је Јустин сазнао касније, њихово запањујуће самопоуздање је проистицало из убеђења да њихова мука и смрт убрзавају Божју победу над снагама зла, оваплоћеним у римском суду који им је изрекао пресуду, и такође, у гледаоцима као што је сам Јустин.
Нешто касније, шетајући пољем близу мора, Јустин је неочекивано наишао на старца који је био члан дотичне заједнице. Најпре је старац питао Јустина о његовим студијама филозофије, али уместо да буде задивљен, као што је Јустин очекивао, старац му је упутио изазов рекавши да му филозофија никад неће донети просветљење. Старац је тим питањем погодио суштину, јер Јустин од филозофије није тражио само интелектуално разумевање света. Разговарајући са старцем, Јустин је увидео да је наишао на процес чију дубину интелект не може схватити. Према старчевим тврдњама, човек мора примити божански дух, силу далеко већу од наше разумске моћи, силу која „осветљава дух“. Стари хришћанин је довео у питање његову главну премису – да људски дух може спознати Бога сопственом снагом. Старац је изразио Јустинову највећу бојазан: да он губи време, да људски дух, без обзира на образовање и капацитет, не може достићи свој циљ, не може сам спознати Бога.
После жучне расправе са старцем и велике унутрашње борбе, Јустин увиђа да су хришћани пронашли приступ огромној, божанској сили, увек присутној, сили коју су на земљу донели хришћански обреди као што је, пре свега, крштење. Пре него што је отишао, старац је младићу наложио:
„Да се молиш, изнад свега, да ти вратнице светлости буду отворене; јер то учење не могу сви схватити и разумети, већ само човек коме су Бог и његов Христ подарили мудрост.“
Јустин никада више није видео старца, али је касније записао:
„Одмах се у мојој души упалио пламен, и обузе ме љубав према пророцима и људима који су пријатељи Христа; и док су ми његове речи одзвањале у глави, увидео сам да је једино та филозофија поуздана и корисна.“
Успостављајући везу са другим „пријатељима Христовим“, Јустин је и сам затражио да постане кандидат за обред крштења. Прешао је у хришћанство у Ефесу. Такође је наставио да подучава филозофији, посебно у Риму, где је настојао да помоћу филозофије Христу приведе образоване пагане.

## Учење
Јустин је предавао реторику. Написао је више апологија хришћана које је упутио цару Хадријану.
Од његових многобројних грчких списа сачувана су два:
- Прва апологија
- Дијалог са Јудејцем Трифоном, у коме, описује своје преобраћање у хришћанство.

Јустин филозофију види као „најдрагоценији дар Божји“ који човека поново води Богу. Он сматра да је грчка филозофија припрема за хришћанство, стога није неистинита већ само непотпуна. Стварање света, па и рођење Исуса од Бога, објашњава у неоплатонском смислу. Написао је две апологије у којима се служи Платоновим појмовима (Демијург), али и новоплатоничарским појмовима (еманација). Он доказује да хришћанске истине и филозофија имају исти извор – божански логос. Сократов логос, који је Грцима саопштио истину, исти је онај који је просветлио и варваре, задобивши телесни облик човека, Исуса Христа. Тако он многе грчке филозофе (Хераклита и Сократа, на пример) убраја у хришћане. Сократа доживљава као претходницу Исуса, будући да је и он био жртва за истину и да је, као и хришћани, у почетку био проглашен за атеисту. Ипак, филозофима претпоставља пророке који су изнад сваког доказа „достојни сведоци истине“, а њихове речи „једина поуздана и корисна филозофија“. Знање о богу, или истинска филозофија, може да се постигне само откровењем.
Јустин је због античке образованости носио назив „паганина у хришћанском оделу“. Својим настојањем да хришћанство објасни помоћу грчке филозофије, Јустин је претходник александријских теолога.

## Смрт
Јустин је ухапшен око 165. године у Риму за време прогона хришћана од стране цара Марка Аурелија. Он је с неколицином хришћана доведен Рустику, римском префекту. Један извештај из црквене историје чува успомену на тај судски процес.
Судија: „Сместа да сте исказали поштовање боговима и потчинили се цару!”
Јустин: „Поштујући Христа, никоме не чинимо зло.”
Судија: „Које је ваше главно верско начело, јадниче?”
Јустин: „Ми верујемо у једнога Бога и Исуса Христа, Његовога Сина.”
Судија: „Где се окупљате?”
Јустин: „Где ко одабере и може. Хришћански Бог није ограничен простором.”
Судија: „А где обављате богослужење?”
Јустин: „Код неког Мартина, код Тимиотинског купалишта. А ако би неко дошао к мени, ја бих му саопштавао истине хришћанске вере.”
Судија: „Ниси ли ти онда хришћанин?”
Јустин: „Да.”
Судија: „Мислите ли ви да ћете, ако умрете за Христа, примити награду на небу?”
Јустин: „Не мислимо него знамо.”
Судија: „Наређујем вам да принесете жртву римским боговима!”
Јустин: „Али ниједна часна особа не прелази из побожности у безбожност.”
Судија: „Ако не послушате, бићете немилосрдно кажњени!”
Јустин: „Учини шта хоћеш. Ми смо хришћани и не приносимо жртве идолима.”
Више их нису саслушавали. Рустик је изрекао уобичајену казну мучења и одсецања главе. Након тога, Јустин и његови пријатељи одведени су у мученичку смрт. Заједно са Јустином, погубљени су и Харитон, Харита, Евелпист, Јеракс, Пеон, Валеријан и Јуст.

## Наводи
1. 1 2  10/2002. - Justin mučenik / James C. Hefley, Приступљено 28. 3. 2013.
2. 1 2 3  Елен Пејџелс, Порекло Сатане, библиотека Печат, Рад, Београд
3. 1 2  Јустин Мученик, Дијалог